# Juninho Araújo
Edy Araújo Júnior (Dionísio, 16 de maio de 1967), conhecido como Juninho Araújo é um político brasileiro do estado de Minas Gerais. Atualmente exerce o mandato de deputado estadual na Assembleia Legislativa de Minas Gerais.